# Cophonemobius faustini
Cophonemobius faustini är en insektsart som beskrevs av Desutter-grandcolas 2009. Cophonemobius faustini ingår i släktet Cophonemobius och familjen syrsor.

## Underarter
Arten delas in i följande underarter:
- C. f. faustini
- C. f. funafus